# Moriyuki Kato
Moriyuki Kato (加戸守行 Kato Moriyuki?), (Dalian (Manchuria), 18 de septiembre de 1934-Yawatahama; 21 de marzo de 2020). Fue un político japonés gobernador de la prefectura de Ehime.

## Estudios
Fue egresado de la Escuela Secundaria Prefectural de Yawatahama (愛媛県立八幡浜高等学校 Ehime Kenritsu Yawatahama Kōtōgakkō?).
En 1957 finalizó los estudios en la Facultad de Derecho de la Universidad de Tokio.

## Carrera profesional
Una vez finalizado sus estudios universitarios pasó a formar parte de lo que actualmente es el Ministerio de Educación, Cultura, Deporte, Ciencias y Teconología de Japón. Ocupa varios cargos, entre los que se destaca el de director de Derecho de Autor de la Agencia de Asuntos Culturales (entre julio de 1970 y junio de 1974), el de Responsable de Cultura de la Agencia de Asuntos Culturales (a partir de junio de 1983) y el de secretario del ministro (entre los años 1988 y 1989).
Como director de Derechos de Autor de la Agencia de Asuntos Culturales participó de la redacción y reglamentación de la Ley de Derechos de Autor, para lo cual participó del Convenio de Berna y la Convención Universal sobre Derecho de Autor.
Posteriormente ocupó cargos en el Concejo de Arte de Japón (日本芸術文化振興会 Nihon Geijutsu Bunka Shinkōkai?) y la Asociación por los Derechos de Autor, Compositores y Editores de Japón (日本音楽著作権協会 Nihon Ongaku Chosakuken Kyōkai?).

## Carrera política
En 1999 se presenta a las elecciones para gobernador de la prefectura de Ehime, derrotando al por entonces gobernador Sadayuki Iga (伊賀貞雪 Iga Sadayuki?). Posteriormente fue reelegido en 2003 y 2007.
De los gobernadores prefecturales fue el único que fue empleado del Ministerio de Educación, Cultura, Deporte, Ciencias y Teconología de Japón; su principal preocupación fueron los problemas de educación.

## Fallecimiento
Falleció a los ochenta y cinco años en Yawatahama, el 21 de marzo de 2020, a consecuencia del síndrome mielodisplasico, el deceso fue comunicado el día 24 del mismo mes.